# Moïse Polydore Millaud

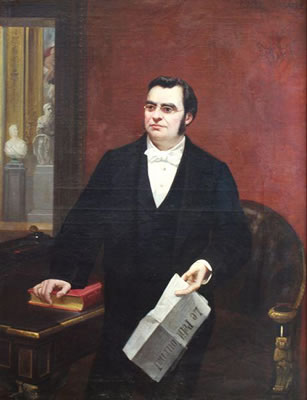
Porträt:
Moïse Millaud nach 1863

Moïse Polydore Millaud, auch Moses Polydore Millaud oder Moïse Millaud (geboren am 27. August 1813 im Bordeaux; gestorben am 13. Oktober 1871 in Paris) war ein französischer Bankier, Schriftsteller, Journalist und Zeitungsverleger, der ab 1863 die von ihm gegründete Pariser Tageszeitung Le Petit Journal herausgab.

## Leben und Wirken
Millaud entstammte einer Familie jüdischer Kaufleute, die ursprünglich mit Pferden handelten. Da seine Familie arm war erhielt er nur eine einfache Schulausbildung und arbeitete zunächst als Schreiber für einen Gerichtsvollzieher. Er eröffnete im Jahre 1833 seine erste Zeitung Le Lutin in seiner Geburtsstadt. (Nach anderen Angaben im Jahr 1830)
Im Jahre 1835 oder 1836 kam er nach Paris, wo er die Zeitung Le Gamin de Paris gründete, es folgte Le Négociateur, ein Handelsblatt. Beide waren nicht sehr erfolgreich. Die Zeitung L’Audience, die er im Jahr 1839 gründete, widmete sich ausschließlich mit Gerichtsfällen, sie konkurrierte mit der Gazette des Tribunaux. Die von ihm herausgegebene Zeitung La Liberté unterstützte die Interessen Louis Napoleons und wurde bald wieder eingestellt. Gemeinsam mit Jules Mirès brachte er das Industrie- und Finanzblatt Le Journal des Chemins de Fer heraus. Gemeinsam gründeten sie zudem die Bankinstitute „Caisses des Actions Réunies“ und die „Caisse Générale des Chemins de Fer“. Er erwarb 1857 die Rechte an der Zeitung La Presse. Millaud verfasste zudem eigene Artikel unter dem Pseudonym Duallim (ein Anagramm des Namens Millaud). Er hatte mindestens zwei Söhne: Albert, der Journalist, Schriftsteller und Dramatiker wurde und Alfonso sowie eine Tochter Blanche, die George Silva heiratete, den Redakteur des Journal des Voyageurs. Seine 1821 geborene Frau, die Bonner Bankierstochter Charlotte, geb. Wolff, war in erster Ehe mit dem später nobilitierten Bankier Moritz Cohn verheiratet. In dieser ersten Ehe, die bald danach geschieden wurde, wurde Julie von Cohn-Oppenheim geboren, die bei ihrem Vater aufwuchs.
Im Jahr 1859 schrieb er gemeinsam mit Louis-François Nicolaïe (Pseudonym: Clairville) unter dem Pseudonym Frascati das Theaterstück Ma nièce et mon ours, ein lustiges Varieté in drei Akten, das am Theater Palais Royal aufgeführt wurde. Nach seinem Tode übernahmen seine Söhne Albert und Alfonso sowie einer seiner Neffen das Le Petit Journal. Sie wurden von Émile de Girardin finanziell unterstützt. Millaud entwickelte im Jahr 1863 neue Ideen für die Vermarktung von Zeitungen. Millaud brachte eine neue Tageszeitung unter dem Namen Le Petit Journal heraus, die zu einem sehr günstigen Preis von 5 Centimes bzw. einem Sou für jedermann erschwinglich war, was sich zu einem Erfolg entwickelte und die Auflagezahlen stark ansteigen ließ. Weitere Zeitungen waren Le Journal Illustré, Le Soleil und Le Journal des Voyageurs.

## Publikationen
Millaud war an der Herausgabe mehrerer Zeitungen beteiligt, die er teilweise selbst gegründet hatte.
- 1830 oder 1833: Le Lutin
- 1835/36: Le Gamin de Paris
- 1836: Le Flâneur
- 1838: Le Négociateur
- 1839: L’Audience
- 1845 oder 1848: La Liberté, Le Journal des Chemins de fer und Le Conseiller du peuple
- 1856: Le Journal des actionnaires
- 1857: La Presse
- 1863: Le Petit Journal

Theaterschriften
- mit Clairville: Ma nièce et mon ours. (= Bibliothèque dramatique. Théâtre moderne.) M. Levy frères, Paris 1859, OCLC 613147660. (online)